# 2-я дивизия морской пехоты (США)
2-я дивизия морской пехоты (англ. 2nd Marine Division) — тактическое соединение Корпуса морской пехоты США, расквартированное в Кэмп-Лежен (Северная Каролина) со штаб-квартирой в Джулиан К. Смит Холле (англ. Julian C. Smith Hall). Дивизия входит в состав 2-го экспедиционного соединения морской пехоты.

## Организация дивизии
Состав и организация 2-й дмп на 2021 год:
- Штабной батальон (Headquarters Battalion)
- 2-й полк морской пехоты (2nd Marine Regiment)
- 6-й полк морской пехоты (6th Marine Regiment)
- 10-й артиллерийский полк ( 10th Marine Regiment)
- 2-й отдельный амфибийно-штурмовой батальон ( 2nd Assault Amphibian Battalion)
- 2-й отдельный инженерный батальон ( 2nd Combat Engineer Battalion)
- 2-й отдельный механизированный разведывательный батальон (2nd Light Armored Reconnaissance Battalion)
- 2-й отдельный разведывательный батальон ( 2nd Reconnaissance Battalion)

## История формирования
Основные пехотные части 2 дмп (2-й, 6-й, 8-й и 10-й пмп) были сформированы перед Первой мировой войной. 2-й полк морской пехоты прошел формирование летом 1913 г. в Филадельфии (Пенсильвания) как 1-й полк охраны тыла ВМС. Принимал участие в воинских операциях в Мексике и на Гаити, летом 1916 г. был переименован во 2-й полк морской пехоты. 10-й полк сформирован весной 1914 г. на территории базы КМП США «Квантико» (ш. Вирджиния). Летом — осенью 1917 г. на территории базы «Квантико» (Виргиния) были дополнительно сформированы 6-й и 8-й пмп. После доукомплектования в конце 1917 г. 6-й полк был переброшен во Францию, где вошёл в состав 4-й бригады морской пехоты (4 брмп) США.

## Первая Мировая
6-й полк был отправлен во Францию в конце 1917 — начале 1918 года. Совместно с 5-м полком и 6-м пулемётным батальоном, они образовали 4-ю бригаду морской пехоты. Эта бригада была присоединена ко 2-й пехотной дивизии. Бригада приняла участие в большом количестве сражений в конце войны. У немцев сложилось очень высокое мнения о морских пехотинцах из-за их агрессивных действий в обороне и при наступлении во время битвы при Белло-Вуд. В знак признания этих достижений, лес в котором шли бои, был переименован в «Лес морской бригады» (фр. Bois de la Brigade de Marine). Кроме того, по легенде, прозвище морской пехоты — «Дьявольские Псы» (англ. Devil Dogs) — также родилось во время этой битвы. В знак признания многочисленных боевых заслуг, морские пехотинцы 5-го, 6-го полков и 6-го пулемётного батальона были трижды удостоены французской военной награды «Крест войны 1914—1918» (фр. Croix de guerre 1914–1918). В результате, эти подразделения имеют право носить аксельбант Крест войны (он изображён на эмблемах данных подразделений). Данный аксельбант впоследствии стал частью униформы этих подразделений, и все члены современных 5-го и 6-го полков имеют право носить его во время службы в полку.

## Вторая мировая
2-я дивизия морской пехоты была официально сформирована 1 февраля 1941 года в Кэмп-Эллиот, Калифорния из 2-й бригады морской пехоты. К середине 1941 года из-за растущей угрозы немецкого вторжения в Исландию, 6-й полк, батальон 10-го полка и другие разрозненные подразделения были выведены из дивизии и отправлены в качестве гарнизона в Рейкьявик. После начала войны, 8-й полк с различными формированиями из дивизии, сформировал 2-ю бригаду морской пехоты и был отправлен на Американское Самоа. Дивизия принимала участие в большом количестве сражений Тихоокеанской кампании. Подразделения дивизии были частью оккупационных сил в Нагасаки, прибывших туда через двадцать пять дней после нанесения ядерного удара.
2-й и 8-й полки (усиленные другими частями 2-й дивизии) были удостоены Благодарности Президента США, когда сражались в рядах 1-й дивизии морской пехоты с 7 августа по 4 ноября 1942 года в Гуадалканальской кампании.
2-я дивизия морской пехоты была награждена Благодарностью Президента США за Атолл Тарава, острова Гилберта, 20—24 ноября 1943 года: «За выдающиеся результаты в боях при захвате оккупированных японцами Атолла Тарава, острова Гилберта, с 20 по 24 ноября 1943 года. Преодолев коварные коралловые рифы, чтобы высадиться со своих десантных кораблей в сотнях ярдов от пляжа, 2-я дивизия морской пехоты стала весьма уязвимой мишенью для сокрушительного японского огня. Бесстрашно продвигаясь несмотря на стремительно растущие потери, морские пехотинцы доблестно сражались, расчищая плацдармы от снайперов и пулемётчиков, разрушая мощно укреплённые позиции противника, и полностью уничтожая фанатично решительные и твёрдо закрепившиеся японские войска. Успешная оккупация Таравы 2-й дивизией морской пехоты обеспечила наши войска важными в стратегическом плане, воздушными и наземными базами, с которых в дальнейшем можно будет проводить операции против врага; За доблестный боевой дух этих людей, их героическую стойкость под жестоким огнём и их неустанное упорство в ведении этой эпической битвы в центральной части Тихого океана, за поддержание лучших традиций военно-морской службы США.»

## 1950—1990
В 1965 принимала участие во вторжении в Доминиканскую республику. В 1983, при нападении на казармы миротворцев в Бейруте, дивизия потеряла 241 человек убитыми.

## Известные воины дивизии
- Гарольд Агерхольм — рядовой первого класса, посмертно награждён Медалью Почёта за подвиг, совершённый 7 июля 1944 года в ходе Битвы за Сайпан.